# Jun'ichi Ishida
Pour les articles homonymes, voir Ishida.
Jun'ichi Ishida (石田 純一, Ishida Jun'ichi), nom de scène de Tarō Ishida (石田 太郎, Ishida Tarō), né le 14 janvier 1954 à Tokyo, est un acteur et une personnalité de la télévision japonaise. 

## Biographie
Jun'ichi Ishida fait ses études à l'université Waseda. Il est marié à la golfeuse professionnelle Riko Higashio (en).

## Filmographie sélective

### Cinéma
- 1981 : Against[1]
- 1982 : The Go Masters (未完の対局, Mikan no taikyoku?) de Jun'ya Satō[1]
- 1983 : Shosetsu Yoshida gakko (小説吉田学校?)[1]
- 1989 : Ai to heisei no iro otoko (愛と平成の色男?)[1]
- 1991 : Zodiac Killers (極道追踪?)
- 2000 : The Aurora (海のオーロラ?)[1]

### Télévision
- 1982 - 1983 : Marco Polo (série TV, TBS)
- 1984 : The Cowra Breakout